# Ernesto Montenegro

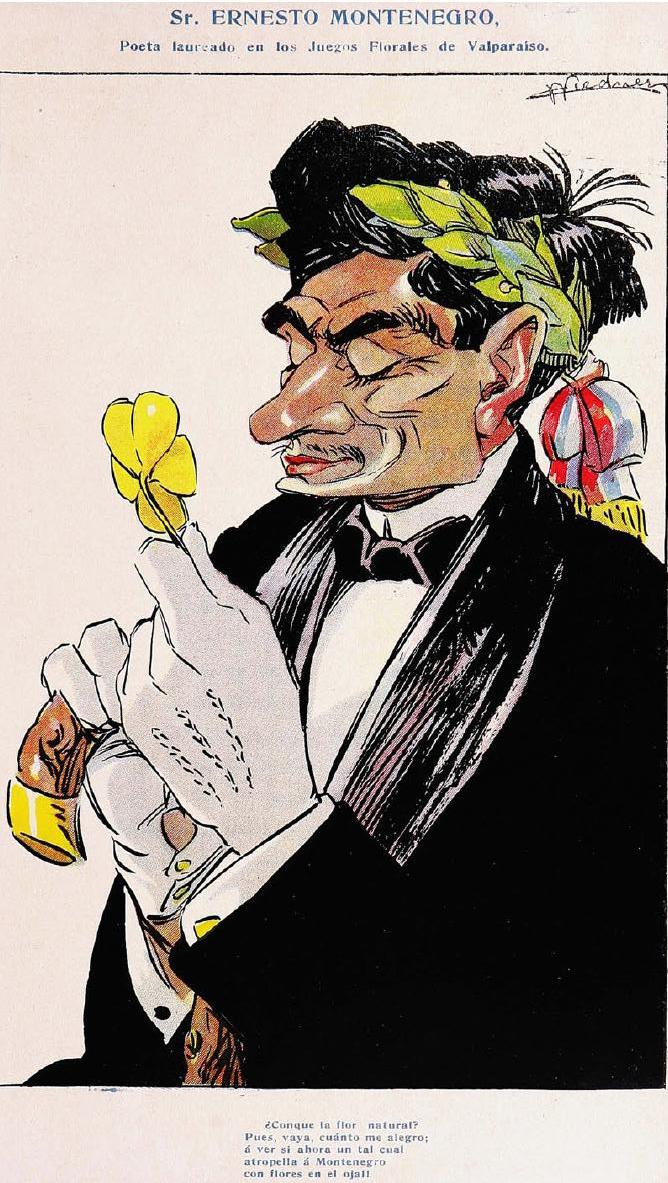
Caricatura de Montenegro al ganar los Juegos Florales de 1910

Ernesto Montenegro (El Almendral, San Felipe; 1885-17 de junio de 1967) fue un escritor y periodista chileno perteneciente a la generación de 1912.

## Carrera
Pasó gran parte de su vida en Estados Unidos, donde se desempeñó como periodista y fundó una revista, llamada Chile.
Fundó en Chile la primera Escuela de Periodismo (de la Universidad de Chile) en 1953, la que además dirigió y se desempeñó como profesor.
En su país trabajó en el diario El Mercurio, asimismo fue cronista de varios periódicos internacionales como El Universal (Venezuela), Excelsior (México) y The New York Times, Herald Tribune y Christian Science Monitor (de Estados Unidos). Además, tradujo cuentos de autores norteamericanos.

## Obras
- 1933 Cuentos de mi tío Ventura
- 1934 Puritania. Crónicas norteamericanas
- 1935 La novela chilena en medio siglo
- 1937 Algunos escritores modernos de Estados Unidos
- 1951 De descubierta
- 1956 Aspectos del criollismo en América (en conjunto con Ricardo A. Latcham y Manuel Vega)
- 1968 Mis contemporáneos (póstumo)
- 1968 Viento norte, viento sur (póstumo)
- El príncipe jugador
- 1970 Memorias de un desmemoriado (póstumo)

## Premios
- Premio Alberdi-Sarmiento del diario La Prensa (Argentina).[4]